# Lijst van burgemeesters van Ritthem
Dit is een lijst van burgemeesters van de voormalige Nederlandse gemeente Ritthem in de provincie Zeeland; Ritthem ging op 1 juli 1966 grotendeels op in de gemeente Vlissingen.
| Ambtsperiode                     | Naam burgemeester                       | Leven     | Partij of stroming | Bijzonderheden |
| -------------------------------- | --------------------------------------- | --------- | ------------------ | --- |
| april 1837 of 1838 – 3 mei 1844  | Willem Janszoon Barentsen               | 1791-1844 |                    | burgemeester van Ritthem, Nieuw-Erve en Welsinge; overleed als burgemeester |
| 20 februari 1845 – januari 1850  | Louis Riemens                           | 1796-1869 |                    | Riemens werd herbenoemd bij Koninklijk Besluit van 1 januari 1850; bij Koninklijk Besluit van 11 januari 1850 werd deze benoeming weer ingetrokken                                                                      |
| 30 januari 1851 – 29 april 1853  | Hendrik Willemszoon Barentsen           | 1790-1853 |                    | verdiende 50 gulden per jaar als burgemeester |
| 1853 – 1865                      | mr. Thomas Adriaan Lambrechtsen         | 1825-1879 |                    | lid van Provinciale en Gedeputeerde Staten van Zeeland |
| 14 augustus 1865 – december 1879 | Johan Cornelis Lantsheer                | 1834-1893 |                    | |
| 12 mei 1880 – 1 september 1889   | Cornelis Jacob Jan Arnout van Teylingen | 1842-1920 |                    | lid van Provinciale en Gedeputeerde Staten van Zeeland, tevens burgemeester van Nieuw- en Sint Joosland (1871-1889); vader van Willem Zijphrid van Teylingen, uit het geslacht Van Teylingen; in 1879 werd hij jonkheer |
| 9 oktober 1889 – maart 1904      | Willem Cevaal                           | 1822-1904 |                    | |
| 1904 – 1923                      | Klaas Allaart                           | 1851-1933 |                    | |
| 26 oktober 1923 – 8 april 1931   | M. Barentsen                            | 1872-1931 |                    | overleed als burgemeester |
| 30 mei 1931 – 1939               | Pieter Willem ter Haar                  | 1904-1996 | CHU                | nadien burgemeester van Stavoren, Haskerland, Fijnaart en Heijningen, en Doorn; zoon van de Amsterdamse wethouder Joannes ter Haar, uit het geslacht Ter Haar                                                           |
| 1939 – 1966                      | Pieter Daniëlse                         | 1908-1984 |                    | nadien burgemeester van Kloetinge en tevens waarnemend burgemeester van Kattendijke |